# Tom et Jerry dansent
 (mars 2017).
Si vous disposez d'ouvrages ou d'articles de référence ou si vous connaissez des sites web de qualité traitant du thème abordé ici, merci de compléter l'article en donnant les références utiles à sa vérifiabilité et en les liant à la section « Notes et références ».
Pour plus de détails, voir Fiche technique et Distribution.
Tom et Jerry dansent (Down Beat Bear) est le 102e court métrage d'animation de la série américaine Tom et Jerry réalisé par William Hanna et Joseph Barbera et sorti le 21 septembre 1956.

## Fiche technique
- Réalisation : William Hanna et Joseph Barbera
- Animation : Ed Barge, Richard Bickenbach, Robert Gentle, Lewis Marshal , Kenneth Muse, Irven Spence, Richard Bickenbach
- Scénario : William Hanna et Joseph Barbera
- Voix: Daws Butler, Paul Frees
- Musique : Scott Bradley
- Producteurs : William Hanna et Joseph Barbera